# Sette giorni a maggio
Sette giorni a maggio (Seven Days in May) è un film del 1964 diretto da John Frankenheimer, tratto dal romanzo omonimo del 1962. È una storia fantapolitica all'interno della realtà della guerra fredda.

## Trama
1970, il generale a quattro stelle, Capo di Stato maggiore delle forze armate degli Stati Uniti d'America James Mattoon Scott si oppone all'iniziativa del presidente in carica Jordan Lyman, che ha concluso con l'Unione Sovietica un accordo per la riduzione delle armi nucleari. Un'opinione simile corre anche tra alcuni senatori che si erano opposti alla ratifica, già avvenuta del trattato, e tra gran parte dell'opinione pubblica. Il generale pensa allora a una sorta di colpo di Stato e a questo scopo organizza segretamente una base (dal nome ECOMCON) in cui addestrare all'azione, a loro insaputa, un contingente di cento ufficiali e 3600 soldati, azione che dovrà avere luogo domenica 18 maggio. Completamente all'insaputa dell'azione è il sottoposto di Scott, il colonnello dei marines Martin Jiggs Casey, che fa parte dello staff del Pentagono, per il quale la Carta fondamentale lasciata al Paese da George Washington, Alexander Hamilton, James Madison e dagli altri Padri fondatori degli Stati Uniti è sacra. Scott tuttavia sa benissimo che per riuscire nell'intento deve assicurarsi che i responsabili operativi, cioè i comandanti delle Forze Armate americane dislocate nei punti strategici del globo, chiudano un occhio sulle sue manovre. Invia così un apparentemente innocuo  messaggio in codice attraverso i suoi più fidati ufficiali ai quattro angoli del mondo per sondare gli umori di questi potenti comandanti e cercare di ottenerne quanto gli serve. La manovra riesce: quasi tutti i comandanti contattati sono dalla sua parte e viene deciso che il 18 maggio avrà luogo l'evento. Ma non tutto fila liscio come Scott vorrebbe. Il testardo e tutt'altro che sprovveduto colonnello Casey, viene a sapere per caso della "scommessa" e dell'esistenza della base segreta ECOMCON, della quale nessuno tra gli uffici militari potenzialmente interessati conosce l'esistenza. Sentendo "puzza di bruciato" chiede un incontro al Presidente al quale illustra gli indizi raccolti sul complotto di Scott. Jordan Lyman riesce a sventarlo, costringendo Scott e gli altri tre capi militari alle dimissioni. Il 18 maggio diventa il giorno della vittoria della democrazia nelle parole di Lyman durante la conferenza stampa.

## Produzione
Il Pentagono non collaborò a questa dura storia che vedeva contrapposti un generale fanatico guerrafondaio ed un colonnello democratico, ma la presidenza Kennedy mostrò interesse e diede alla troupe la massima assistenza e la possibilità di ricostruire fedelmente gli alloggi privati della Casa Bianca»
(Fantafilm)

## Critica
(Fantafilm)

## Riconoscimenti
- 1964 - David di Donatello
  - Miglior attore straniero (Fredric March)
- 1965 - Golden Globe
  - Miglior attore non protagonista (Edmond O'Brien)